# Klumpvattnet (Ströms socken, Jämtland, 709729-146197)
Klumpvattnet är en sjö i Strömsunds kommun i Jämtland och ingår i Indalsälvens huvudavrinningsområde. Sjön har en area på 0,249 kvadratkilometer och ligger 433,6 meter över havet. Sjön avvattnas av vattendraget Öjån.

## Delavrinningsområde
Klumpvattnet ingår i det delavrinningsområde (709761-145984) som SMHI kallar för Inloppet i Öjarssjön. Medelhöjden är 502 meter över havet och ytan är 12,46 kvadratkilometer. Räknas de 21 avrinningsområdena uppströms in blir den ackumulerade arean 103,74 kvadratkilometer. Öjån som avvattnar avrinningsområdet har biflödesordning 3, vilket innebär att vattnet flödar genom totalt 3 vattendrag innan det når havet efter 266 kilometer. Avrinningsområdet består mestadels av skog (48 procent) och sankmarker (37 procent). Avrinningsområdet har 0,25 kvadratkilometer vattenytor vilket ger det en sjöprocent på 2 procent.